# Серебряная (приток Верхней Терси)
Серебряная — река в России, протекает по Новокузнецкому району Кемеровской области.
Вытекает из озера Серебряное на высоте 1271 м над уровнем моря. Устье реки находится на высоте 702 м над уровнем моря в 82 км по левому берегу реки Верхняя Терсь. Длина реки составляет 10 км.

## Данные водного реестра
По данным государственного водного реестра России относится к Верхнеобскому бассейновому округу, водохозяйственный участок реки — Томь от города Новокузнецк до города Кемерово, речной подбассейн реки — Томь. Речной бассейн реки — (Верхняя) Обь до впадения Иртыша.
Код водного объекта в государственном водном реестре — 13010300312115200010473.